# Пасовський Леонід Захарович
Леонід Захарович Пасовський (2 квітня 1889, с. Гусятин, що на Поділлі – 2 січня 1971, Гусятин, Тернопільська область) – член Української Центральної Ради, представник Української трудової партії, краєзнавець, священик.

## Життєпис
Леонід Захарович Пасовський народився 2 квітня 1889 року в селі Гусятин, що на Поділлі.
Він походив зі священицької родини.
Служив прапорщиком 240 піхотного (стрілецького ) саперного полку, що входив до 60 піхотної дивізії Російської імперії (Казанський військовий округ), яка була створена на початку Першої світової війни і входила до складу 3-ї армії Південно-Західного фронту та добре себе показала, особливо 240-й піхотний Ваврський полк під Львовом, на штурмі Перемишля та в карпатських долинах в грудні 1914 року. 
Був депутатом на Всеукраїнському військовому з’їзді, що відбувся у Києві 18-23 червня 1917 року серед 132 делегатів.
Є припущення, що в Надзбруччя, десь після 1920-х років, коли Кам’янець-Подільський захопили більшовики, видатним діячам Центральної Ради на чолі з Іваном Огієнком допоміг перейти кордон Іоанікій Шимонович (1885- ?), уродженець подільського Гусятина, викладач економіки Українського Університету (загинув десь у 1938 році в сталінських катівнях). Звісно, сюди на територію тодішньої Польщі і перебрався Леонід Пасовський.
Як відомо, у повоєнні роки Л.Пасовський був священиком у селі Гусятин на Поділлі.
У 1962 році, він  як вдівець, зареєстрував тут свій другий шлюб з Марією Андріївною Дурбакевич, 1909 року народження, вона відійшла у засвіти 29 березня 1985 року і похована на Гусятинському цвинтарі.
Завершився земний шлях Л.Пасовського в Гусятині на другий день січня 1971 року
1. ↑  Газета «Вісник Надзбруччя» №9/40 від 28.09.2018 р. №18/49 від 30.11.2018 р.